# Реута Олександр Дмитрович
Реута Олександр Дмитрович (29 вересня 1948, Суми  — 13 березня 2018, Суми)  — козак, крайовий отаман Українського козацтва (1990—1995, 2005—2018), громадський діяч, член Ради засновників Українського козацтва.

## Життєпис

### Родина
Походив зі старовинного козацького роду з Полтавщини. Його дід служив у гвардійському Семенівському полку.

### Навчання
Закінчив Сумський машинобудівний технікум. Тривалий час працював на СМНВО.
Служив у військах ППО. Військове звання  — старшина. Старший номер зенітно-ракетної установки.

### Громадська робота
Член Ради засновників Українського козацтва, які в числі перших 67 чол. на могилі І.Сірка в серпні 1990 р. заприсяглися відродити Українське козацтво. В 1990 організував, а в 1991 р. зареєстрував першу козацьку організацію на Сумщині.
Як депутат Сумської міської ради (1989—1994 рр.) брав активну участь в подіях, пов'язаних з поваленням комуністичного режиму та демократизацією українського суспільства.
Протягом 1990 —1995 рр. та з 2005 р.  — крайовий отаман Сумщини. Організував процес розбудови первинних козацьких осередків області. З метою відродження історичних традицій, в 1994 р. виступив співзасновником міської, а в 2000 р. обласної регіональних організацій «Сумський слобідський козацький полк».
Член правління обласного осередку «Просвіти». Організатор численних краєзнавчих заходів, в тому числі відзначення річниць Конотопської битви (1659 р.) і встановлення в 1993 р. пам'ятного хреста на місті масових поховань у 1708 —1709 рр. прихильників гетьмана І. С. Мазепи в м. Лебедині.
Протягом 1993 —1995 рр. очолював козацький загін сприяння охорони громадського порядку та державного кордону України, член Сумського добровільного аварійно-рятувального загону Українського козацтва.
З 1997  — організовує матеріальне забезпечення проведення щорічних дитячих козацьких змагань. Учасник сумських майданів 1991, 2004 та 2013 —2014.
З початком російсько-української війни обидва його сини добровольцями вступили до збройних формувань. Андрій Реута, боєць добробату «Донбас» загинув 31.01.2015 р. Сам Олександр Дмитрович в 2014 р. добровільно записався до загону територіальної оборони. В останній час був старостою меморіального Андріївського храму, присвяченого пам'яті земляків, полеглих на Східному фронті.

### Нагороди
Нагороджений орденами «Трудової слави ІІІ ст.» та «Юрія Переможця» (УПЦ-КП).